# Vice (filme)
Vice (bra/prt: Vice) é um filme estadunidense de 2018, do gênero comédia dramático-biográfica, escrito e dirigido por Adam McKay.
O filme é estrelado por Christian Bale como Dick Cheney,  além de Amy Adams, Steve Carell, Sam Rockwell, Alison Pill e Jesse Plemons na coadjuvação. A obra mostra Cheney na sua luta para se tornar o mais poderoso vice-presidente da história dos EUA. Vice é o segundo filme a representar a administração de George W. Bush, como em W., do cineasta Oliver Stone.
Bale assinou contrato para interpretar Cheney em abril de 2017, e grande parte do elenco se juntou à produção no decorrer do ano. As gravações começaram em setembro de 2017.
Vice foi lançado nos Estados Unidos em 25 de dezembro de 2018, pela Annapurna Pictures, e arrecadou US $ 76 milhões em todo o mundo. Apesar do desempenho do elenco (particularmente Bale, Adams, Perry, Carell e Rockwell) e das críticas geralmente positivas, o filme polarizou os críticos; alguns o consideraram um dos melhores filmes do ano, enquanto outros o consideraram um dos piores, com o roteiro e direção de McKay recebendo "críticas contundentes e elogios comemorativos".

## Elenco
- Christian Bale como Dick Cheney
- Amy Adams como Lynne Cheney
- Steve Carell como Donald Rumsfeld
- Sam Rockwell como George W. Bush
- Alison Pill como Mary Cheney
- Jesse Plemons[11]
- Lily Rabe como Liz Cheney
- Tyler Perry como Colin Powell
- Justin Kirk como Lewis Libby[12]
- LisaGay Hamilton como Condoleezza Rice
- Shea Whigham como Wayne Vincent
- Eddie Marsan como Paul Wolfowitz
- Bill Pullman como Nelson Rockefeller
- Stefania Owen como Joan (narração)
- Adam Bartley como Frank Luntz
- Kirk Bovill como Henry Kissinger
- Jillian Armenante como Karen Hughes
- Bill Camp como Gerald Ford
- Fay Masterson como Edna Vincent
- Joseph Beck como Karl Rove
- Alex MacNicoll como Dick Cheney (jovem)
- Aidan Gail como Dick Cheney (jovem)
- Cailee Spaeny como Lynne Cheney (jovem)
- Karolina Kennedy Durrence como Lynne Cheney (jovem)
- Violet Hicks como Liz Cheney (jovem)
- Paul Perri como Trent Lott

## Produção e lançamento
Em 22 de novembro de 2016, foi anunciado que a Paramount Pictures participara da aquisição de ireitos de um drama sobre Dick Cheney, que foi de executivo-chefe da Halliburton para o vice-presidente mais poderoso da história norte-americana, com um roteiro e direção sob o comando de Adam McKay. O filme seria produzido por Brad Pitt, Dede Gardner e Jeremy Kleiner, produtores da Plan B Entertainment, com os parceiros Gary Sanchez, Will Ferrell e Kevin Messick. Bale assinou, em abril de 2017, contrato para interpretar Cheney no drama. Em 22 de agosto, Bill Pullman entrou para o elenco como Nelson Rockefeller.
Em 31 de agosto, Sam Rockwell foi escalado para interpretar George W. Bush, enquanto Stefania Owen também entraria pra o elenco. Em setembro de 2017, Adam Bartley se juntou aos demais atores. A produção principal do filme começou em setembro de 2017. Tyler Perry e Lily Rabe entraram par ao elenco interpretando Colin Powell e Liz Cheney, respectivamente. Com um trailer lançado em 3 outubro de 2018, o filme está agendado para ser lançado em 25 de dezembro de 2018; previamente, havia sido agendado para 14 de dezembro de 2018.

## Prêmios e indicações

### Globo de Ouro2019
- Venceu
  - Melhor ator - comédia ou musical (Christian Bale)[25]
- Indicado
  - Melhor filme - comédia ou musical[25]
  - Melhor diretor[25]
  - Melhor atriz coadjuvante (Amy Adams)[25]
  - Melhor ator coajuvante (Sam Rockwell)[25]
  - Melhor roteiro[25]

### Oscar 2019
- Venceu
  - Melhor maquiagem e penteados[26]
- Indicado
  - Melhor filme[26]
  - Melhor ator (Christian Bale)[26]
  - Melhor atriz coadjuvante (Amy Adams)[26]
  - Melhor ator coadjuvante (Sam Rockwell)[26]
  - Melhor diretor[26]
  - Melhor roteiro original[26]
  - Melhor montagem[26]

### Critic's Choice Awards 2019
- Melhor Ator em Comédia (Christian Bale)[necessário esclarecer][carece de fontes?]
- Melhor Ator (Christian Bale)[necessário esclarecer][carece de fontes?]
- Melhor Cabelo e Maquiagem[necessário esclarecer][carece de fontes?]
- Melhor filme[necessário esclarecer][carece de fontes?]
- Melhor diretor (Adam McKay)[necessário esclarecer][carece de fontes?]
- Melhor atriz coadjuvante (Amy Adams)[necessário esclarecer][carece de fontes?]
- Melhor elenco[necessário esclarecer][carece de fontes?]
- Melhor roteiro original[necessário esclarecer][carece de fontes?]
- Melhor edição[necessário esclarecer][carece de fontes?]

### Screen Actors Guild Awards
- Melhor ator (Christian Bale)[necessário esclarecer][carece de fontes?]
- Melhor atriz coadjuvante (Amy Adams)[necessário esclarecer][carece de fontes?]

### Sindicato dos Produtores da América
- Melhor filme[necessário esclarecer][carece de fontes?]

### BAFTA 2019
- Melhor ator  (Christian Bale)[necessário esclarecer][carece de fontes?]
- Melhor ator coadjuvante (Sam Rockwell)[necessário esclarecer][carece de fontes?]
- Melhor atriz coadjuvante (Amy Adams)[necessário esclarecer][carece de fontes?]
- Melhor roteiro original[necessário esclarecer][carece de fontes?]
- Melhor maquiagem [necessário esclarecer][carece de fontes?]
- Melhor edição[necessário esclarecer][carece de fontes?]

### Prêmio Sindicato dos Diretores da América
- - Melhor diretor (Adam McKay)[necessário esclarecer][carece de fontes?]

### Prêmio Sindicato dos Roteiristas da América
- - Melhor roteiro original (Adam McKay)[necessário esclarecer][carece de fontes?]